# キャイ〜ンの、今宵も最高潮 大儀であった!
『キャイ〜ンの、今宵も最高潮 大儀であった!』（キャイ〜ンの、こよいもさいこうちょう たいぎであった!）は、TBSラジオほか東名阪のJRN系3局で放送されていたラジオ番組。

## 概要
キャイ〜ンをメインパーソナリティとしたトークバラエティ番組。漫画やアニメをテーマにキャイ〜ンとアシスタントの松本あゆ美の3人を中心にトークを展開する。前番組の『キャイ〜ンのおのれっ、この・・・傾奇者がぁ〜!!』からリニューアル。
当番組の終了後、ニューギンによる『花の慶次』関連のラジオ番組枠は、文化放送などライバル局に移し『ニューギングループpresents 義風堂々!!〜音語り〜』のタイトルで放送。

## 放送時間
- TBSラジオ - 毎週月曜日 21:20 - 22:00
- CBCラジオ - 毎週土曜日 23:20 - 24:00
- MBSラジオ - 毎週木曜日 23:30 - 24:10

## 出演者
スタジオ出演
- キャイ〜ン（お笑いコンビ）
- 松本あゆ美（タレント、お天気キャスター）
- 国山ハセン（TBSアナウンサー、「松本あゆ美の戦国時代講座」コーナーに出演）
- デコボコ団（お笑いコンビ、「デコボコ団の岩兵衛・捨丸のニューギンインフォメーション」に出演）

## コーナー
- キャラ最高潮バトル！
- 松本あゆ美の戦国時代講座
- アニメと漫画で最高潮！（ゲストトーク企画）
- デコボコ団の岩兵衛・捨丸のニューギンインフォメーション